# Gillian Zinser
Gillian Amalia Zinser (Washington, D.C., 4 de novembro de 1985) é uma atriz americana, mais conhecida por interpretar Ivy Sullivan na série de televisão 90210.

## Biografia
Gillian Zinser estudou na Universidade de Nova Iorque, em Manhattan, Nova Iorque.
Antes de 90210, apareceu nas séries Southland, Cold Case e Cupid. Gillian interpretou um papel recorrente durante a segunda temporada de 90210 como uma jovem surfista californiana chamada Ivy Sullivan. Em fevereiro de 2010, ela tornou-se num membro regular do elenco para a terceira temporada da série. Em 2011, Zinser estrelou seu primeiro filme, The Truth Below, um filme para televisão na MTV.

## Trabalhos
| Ano         | Título          | Personagem      | Notas                                                         |
| ----------- | --------------- | --------------- | ------------------------------------------------------------- |
| 2009        | Cold Case       | Vonda Martin    | 7ª temporada; Episódio: "Hood Rats"                           |
| 2009        | Cupid           | Beatnik Sexpot  | 1ª temporada; Episódio: "The Great Right Hope"                |
| 2009 - 2013 | 90210           | Ivy Sullivan    | Recorrente na 2ª temporada; regular a partir da 3ª temporada. |
| 2010        | Southland       | Chloe Sherman   | 2ª temporada; Episódio: "Butch and Sundance"                  |
| 2011        | The Truth Below | Jenna           | Não estreado                                                  |
| 2011        | Manson Girls    | Summer Sunshine |                                                               |
| 2011        | Liars All       | Missy           | Personagem principal                                          |
| 2011        | Ecstasy         | Amanda Crawford |                                                               |
| 2014        | Ashthma         | Kara            | Filmagem completa                                             |
| 2015        | Worthy          | Mara            | Filmagens em curso                                            |